# Obrechies
Obrechies és un municipi francès, situat a la regió dels Alts de França, al departament del Nord. L'any 2006 tenia 260 habitants.

## Demografia
| 1962                                       | 1968 | 1975 | 1982 | 1990 | 1999 |
| ------------------------------------------ | ---- | ---- | ---- | ---- | ---- |
| 196                                        | 235  | 238  | 255  | 270  | 255  |
| Des de 1962: població sense dobles comptes |      |      |      |      |      |

## Administració
| Període | Identitat      | Partit |
| ------- | -------------- | ------ |
| 2001-   | Michel Duveaux |        |

## Galeria d'imatges

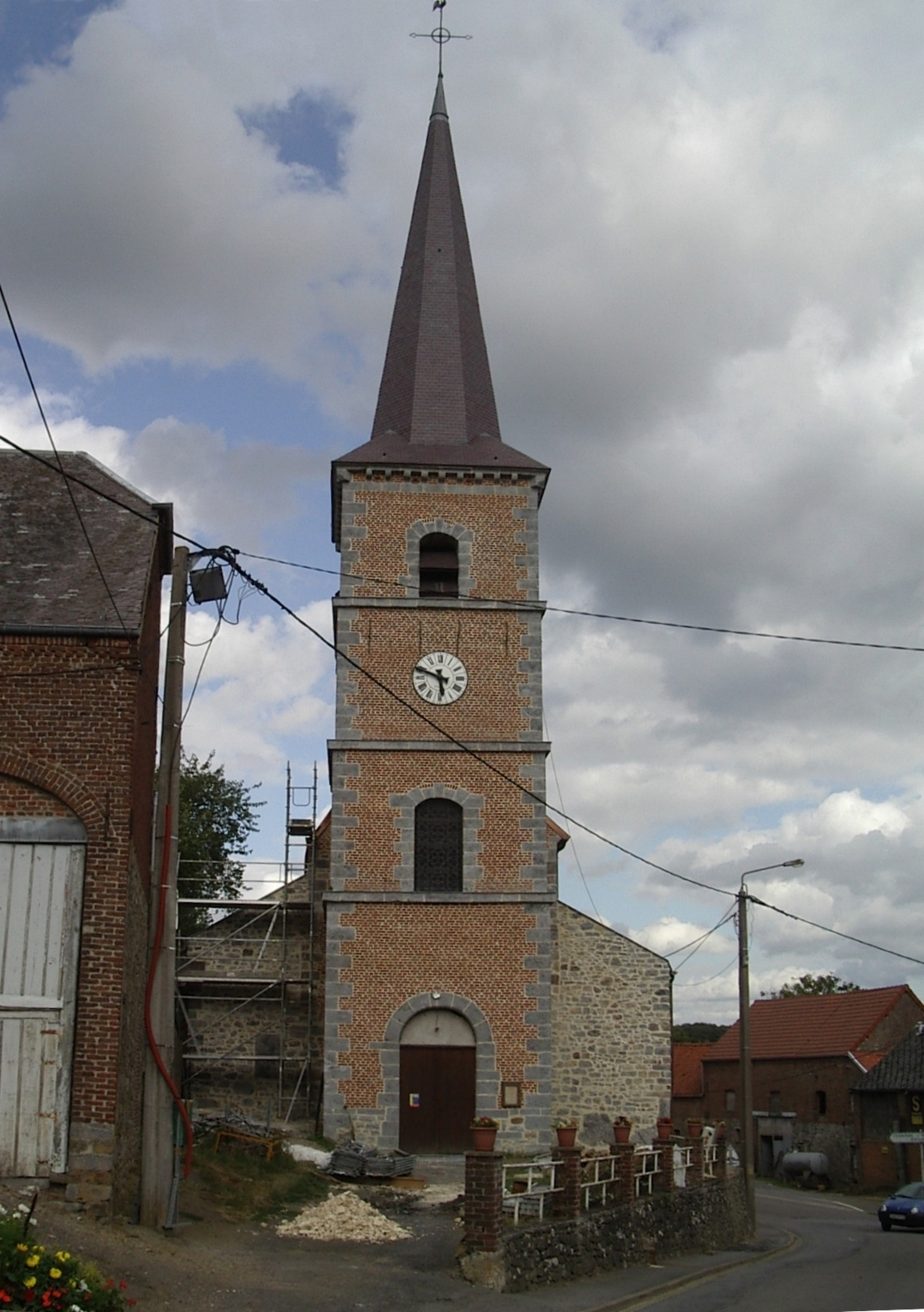
Església
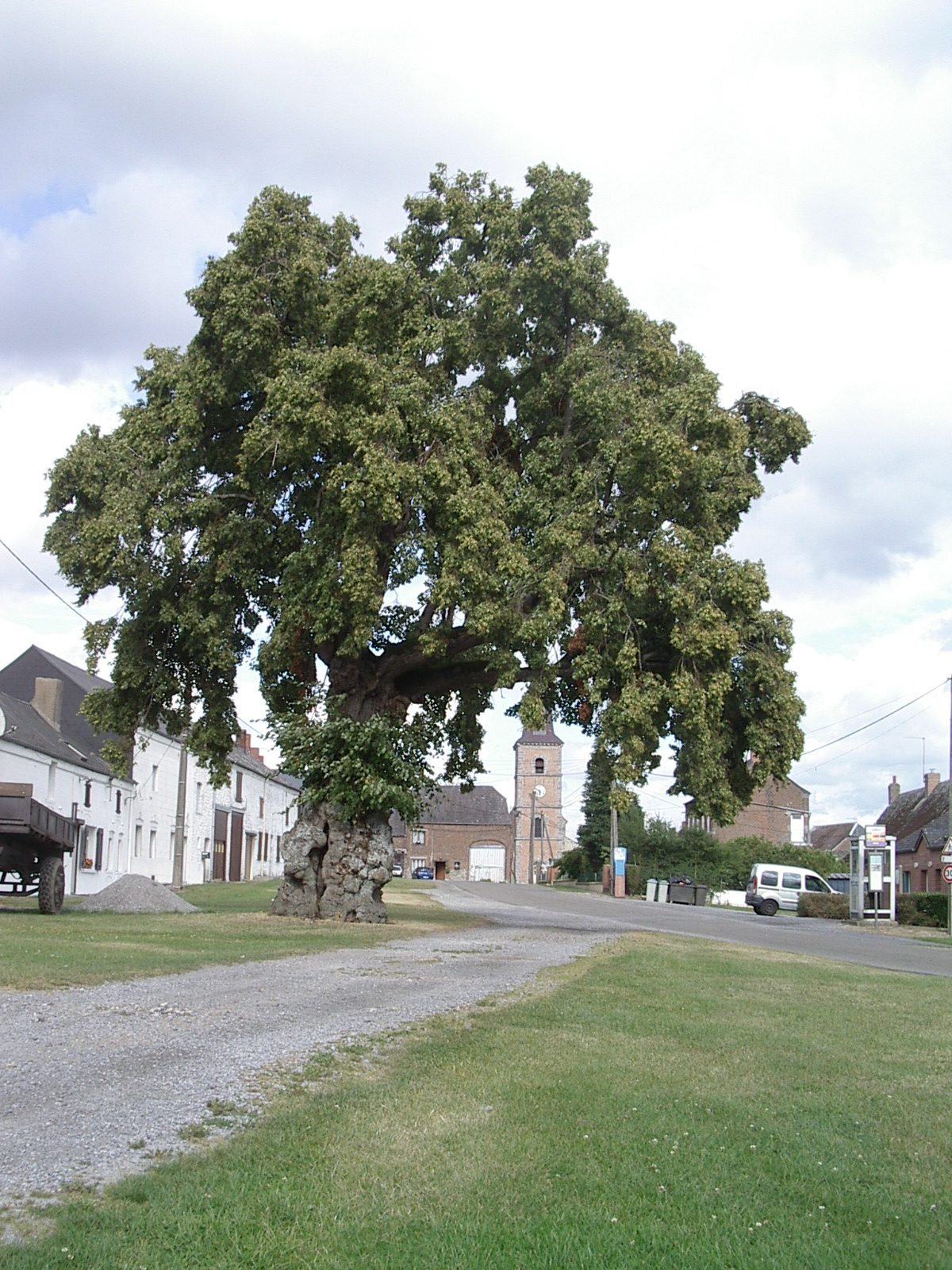
Til·ler
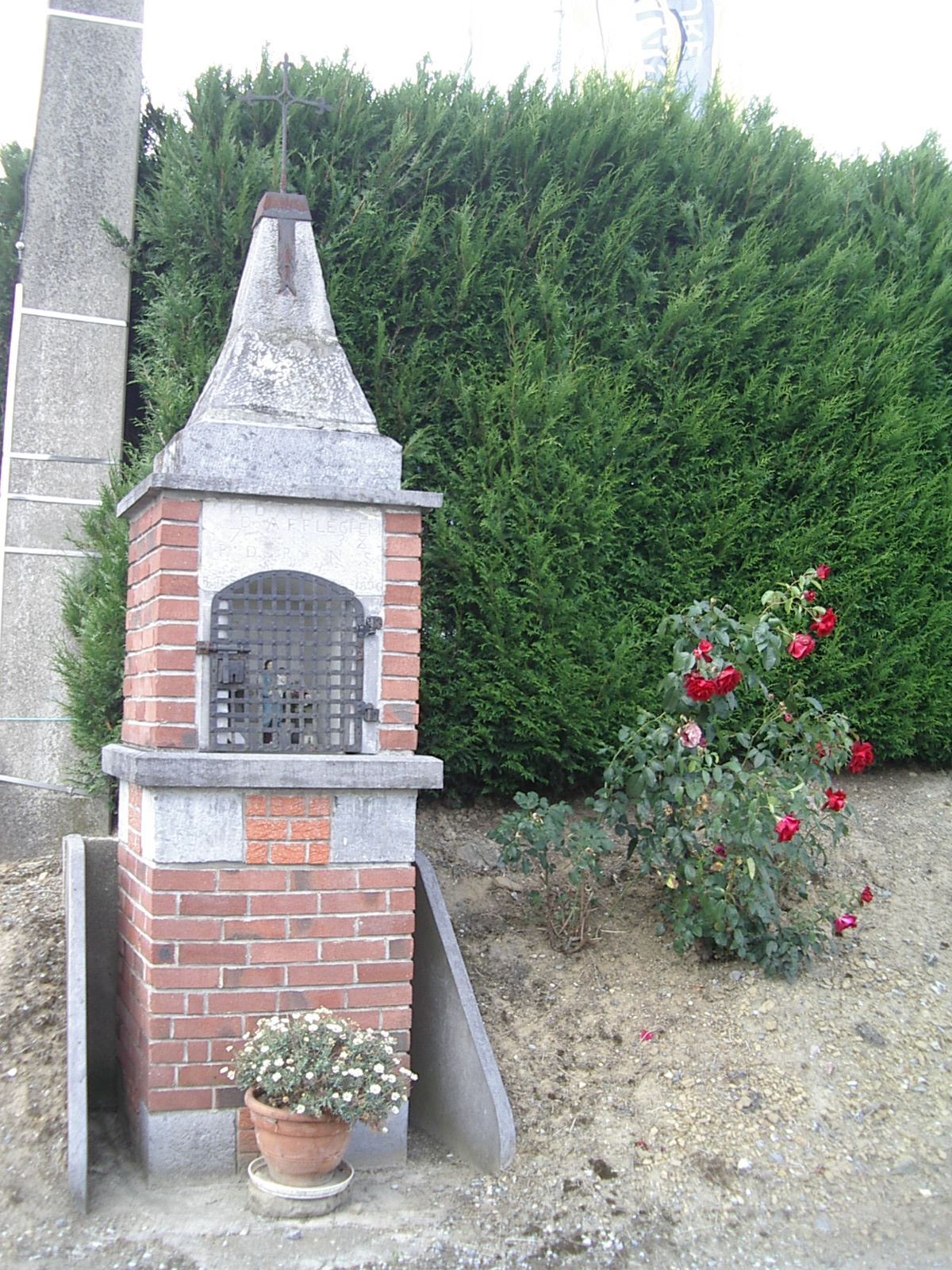
Oratori "Notre Dame d'Affleghem" 1738
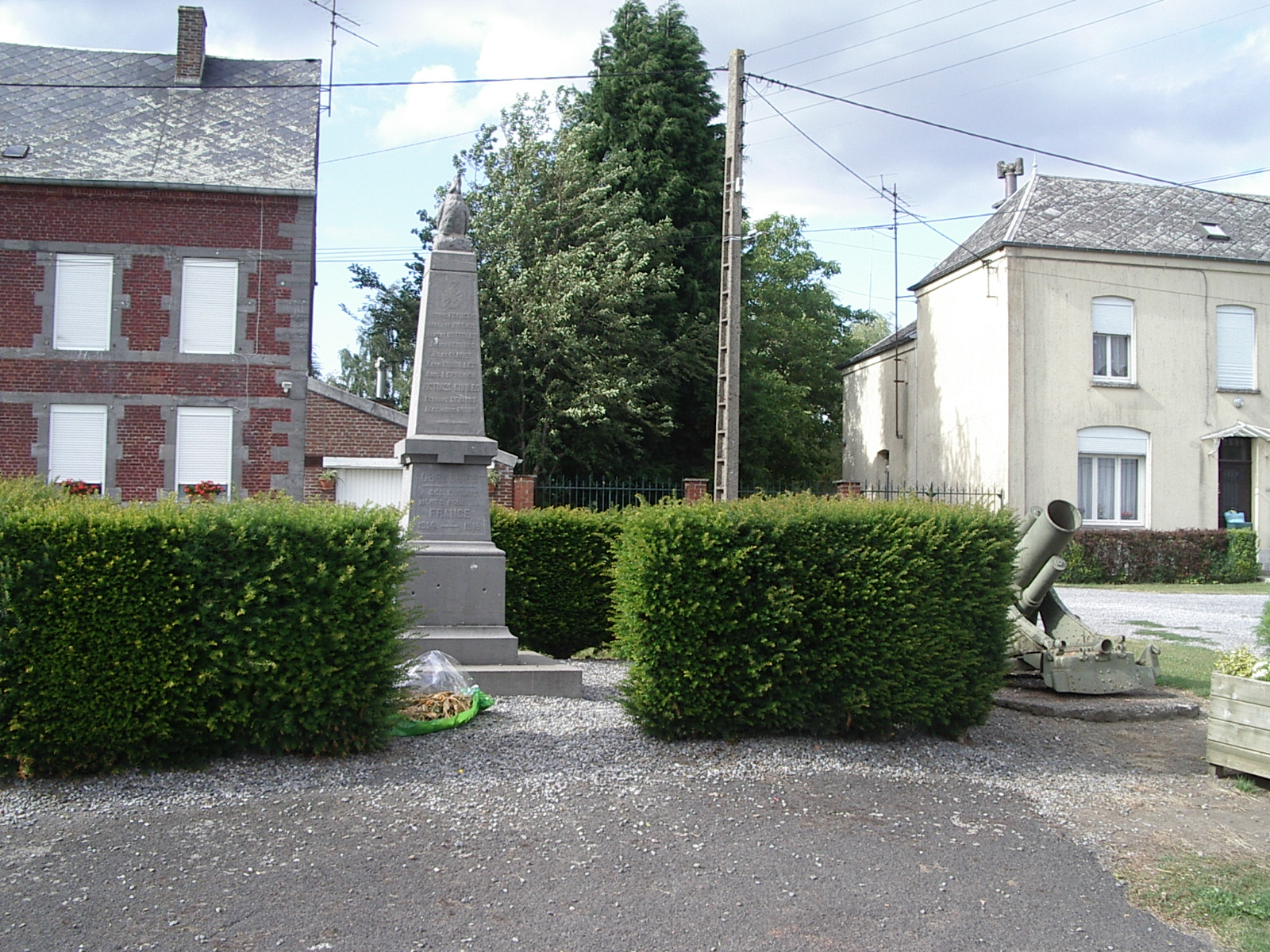
Monument als morts